# Mallapur, Ramdurg
Mallapur là một làng thuộc tehsil Ramdurg, huyện Belgaum, bang Karnataka, Ấn Độ.